# ATutor
ATutor es un sistema de gestión de contenidos de aprendizaje de código abierto. La principal finalidad de esta herramienta es ofrecer un nivel de accesibilidad y adaptabilidad elevado en la web. Al ser de código abierto, lo convierte en una herramienta rentable para organizaciones pequeñas y grandes que desarrollan contenido educativo y ofrecen cursos en la web. En este sentido se puede copiar, distribuir y modificar ATutor atendiendo a los términos de la Licencia Pública General GNU (GPL).
ATutor es un programa diseñado en PHP y MySQL. Trabaja sobre plataformas Windows, GNU/Linux, Unix, Solaris, estando disponible en 51 idiomas.
Debido a la incorporación de empaquetado de contenidos IMS QTI/SCORM, la herramienta permite una reutilización de los contenidos diseñados, pudiéndose intercambiar entre diversos sistemas de aprendizaje. ATutor incluye un ambiente Runtime de SCORM 1.2 (LMS RTE3).
ATutor es el primer sistema de gestión de contenidos de aprendizaje que cumple las condiciones de accesibilidad del World Wide Web Consortium WCAG 1.0 en el nivel de AA+, permitiendo el acceso a todos los estudiantes potenciales, instructores, y administradores, incluyendo a aquellos que tienen algún tipo de discapacidad como, por ejemplo, la visual. La conformidad con el estándar XHTML 1.0 del World Wide Web Consortium asegura que ATutor esté constantemente presente en cualquier tecnología compatible con los estándares.

## Historia del proyecto
Este proyecto surgió a raíz de dos estudios en 1999 y 2000, que analizaron la accesibilidad de los populares sistemas de gestión del aprendizaje (LMS) para personas con necesidades especiales. El primero de estos estudios fue realizado en 1999, consistió en una auditoría técnica que midió la accesibilidad de estos sistemas en comparación con las pautas de accesibilidad al contenido web del W3C (WCAG 1.0).
El segundo, realizado en el año 2000, se basó en un estudio de investigación en el que se involucró a sujetos con diversos tipos de necesidades especiales. Dicha muestra realizó un curso en línea de 6 semanas en el que cada una de ellas se le presentaba un LMS diferente.
En este contexto empezó ATutor en 2002, en colaboración con el Adaptive Technology Resource Centre (ATRC) de la Universidad de Toronto. Este centro es un líder internacionalmente reconocido en el desarrollo de tecnologías y estándares que permitan a la gente con discapacidades el acceso a las oportunidades de educación en línea y esta misión ha influenciado profundamente el desarrollo de la plataforma. El desarrollo ha prestado especial interés a la accesibilidad: ATutor es la única plataforma LMS que cumple las especificaciones de accesibilidad WCAG 1.0 de nivel AA+. Dispone de un sistema de alternativas de texto que tiene para los elementos visuales e incluso el acceso de teclado para todos los componentes del programa. De esta manera, una persona con discapacidad visual, por ejemplo, puede escuchar toda la interfaz sin necesidad de ratón con el uso de un lector de pantalla.

## Desarrollo del proyecto
El proyecto se mantiene en constante desarrollo gracias a los aportes de programadores, principalmente de PHP, y donaciones de organizaciones externas. Otros usuarios como los no programadores también aportan en el desarrollo del sistema aprendiendo de las nuevas características, reportando problemas, realizando requerimientos y participando en la elección de nuevas características.
ATutor ofrece a los desarrolladores una página web llamada Proposed Features, donde encontrarán el listado de características propuestas por la comunidad de usuarios. Los miembros de ATutor.ca pueden votar sobre características para dar prioridad, y los desarrolladores principales podrán asignar tareas para agregar las nuevas características. A su vez existe un foro donde reportar los problemas o bug encontrados por los usuarios (ATutor Bug Reports) y un foro para desarrolladores y usuarios donde podrán comunicarse y discutir sobre las ediciones relacionadas y nuevos desarrollos (Development Forum). Esto es muy útil ya que ayudará a dar retroalimentación a desarrollos futuros. El código fuente de Atutor y ACollab se mantenían con Subversión, sistema de control de versiones. El código fuente de todas las herramientas y elementos asociados, se alojan en GitHub.
La última versión disponible de ATutor es la 2.2.4, publicada el 19 de junio de 2018. Su constante desarrollo y fácil uso ha permitido que sea una de las más aceptadas en la industria de la educación en línea. Además, destaca por cumplir con los estándares internacionales de accesibilidad teniendo en cuenta a usuarios con discapacidades. Se encuentra en constante evolución y continúa con el desarrollo de nuevos proyectos tanto a corto como a largo plazo que permitirán ofrecer mejores servicios a los usuarios.
La versión 2.2.3 de ATutor nunca fue lanzada oficialmente. Sus cambios se incluyeron en la V2.2.4, cuando se añadieron GameMe y HelpMe. Fue la única versión omitida en la secuencia de versiones que comenzó con ATutor 1.0 en 2001.
ATutor está en desarrollo continuo de las capacidades de interoperabilidad con SCORM e IMS en el empaquetado del contenido, y las herramientas existentes de QTI, permitiendo que ATutor funcione con las bases de datos tales como PostgreSQL, Oracle, MS SQL, Microsoft Access, Sybase, entre otras.
Los principales servicios que ofrece esta herramienta son:
- ATutor Soporte Básico
- ATutorSpaces Hosting: disponibilidad de un plan gratuito o de uno más avanzado.
- Servicios de desarrollo: entre alguna de sus opciones destaca la auditoría de accesibilidad.
- Formación libre, en la web o personalizada.

No ha habido una nueva versión mayor de la plataforma desde 2018, solamente se han agregado algunos pull requests en su código fuente en GitHub. Además, en este sitio, un mensaje indica que la plataforma se encuentra en búsqueda de desarrolladores interesados en mantenerla.

## Características principales
El modelo de evaluación de las plataformas Open Source, recoge los principales aspectos a analizar de las mismas. Atendiendo a Learning Review España, las características de ATutor son: 
- Instalación y Administración: es una herramienta multi idioma, favoreciendo así el componente de accesibilidad. Además, destaca la autentificación del usuario al iniciar sesión. Así como la facilidad por navegar por su interfaz y personalizar los módulos y los temas.[2]

- Comunicación: la herramienta ATutor ha evolucionado en sus últimas versiones, integrando herramientas que favorecen la comunicación y el trabajo colaborativo. El docente puede generar o crear grupos de trabajo en el que los usuarios tengan un espacio privado donde comunicarse a través de un correo electrónico interno, un espacio destinado a foros para resolver dudas, chat privado, suscripción a debates y alertas vía correo electrónico, etc.[2]

- Recursos: dentro de las herramientas integradas en ATutor, se destaca la posibilidad de realizar búsquedas inteligentes por parte de los usuarios, la creación del profesor de glosarios de palabras clave, repositorio de enlaces externos, preguntas frecuentes, biblioteca virtual, calendario y línea temporal de actividades, así como un espacio destinado al trabajo colaborativo. Además, esta herramienta tiene soporte a espacios de información como son wikis y/o blogs.[2]

- Evaluación y Seguimiento: ATutor destina uno de sus espacios a la evaluación y autoevaluación. El docente puede generar diversos tipos de prueba como encuestas, rúbricas, opción múltiple, respuesta V/F, emparejamiento, etc. Dichas actividades pueden ser programadas para su realización en una fecha y en un tiempo determinado. Además, los estudiantes reciben un feedback inmediato a través de la generación de informes con comentarios personalizados por parte del docente.[2]

- Operatoria y Características Generales: ATutor incorpora un manual del usuario tanto para el alumno como para el docente, con el fin de hacer competentes a ambos en dicha herramienta.[2]

#### Usuarios o roles
En ATutor existen tres tipos de usuarios o roles que son:  
- Administrador: gestiona y controla la configuración general de la plataforma, de los cursos y de los usuarios. Existe, por defecto, un superadministrador, que maneja la gestión y configuración de la plataforma.[16]
- Instructor: es el que crea cursos y maneja las diferentes funcionalidades para la gestión de estos cursos. Además, guía a los estudiantes matriculados hacia la consecución del curso.[16]
- Estudiantes: son los usuarios a los que va dirigida la enseñanza virtual, es decir, los usuarios finales de la plataforma.[16]

## Estructuras organizativas/asociativas o de decisión
Greg Gay es el líder del proyecto junto con varios  desarrolladores en colaboración con el Adaptive Technology Resource Centre (University of Toronto). Sin embargo, en 2018, este mostró su interés en dejarlo en manos de un grupo que asumiera el liderazgo con el objetivo de que continuara prosperando.

## Industria relacionada
ATutor ha conseguido reconocimiento en la industria del e-learning o educación en línea, en especial en organizaciones de formación. Con más de 30.000 instalaciones de la plataforma en diferentes centros educativos. Permite a los docentes y a los estudiantes seguir el curso, intercambiar mensajes, crear grupos o trabajar colaborativamente; de ahí que organizaciones externas apoyen el desarrollo de nuevos proyectos y mejoras de las existentes funcionalidades de ATutor por medio de recursos físicos o económicos.

## Radiografía
Los datos y cifras que se presentan en la tabla siguiente nos permiten profundizar en cuanto a ATutor. La versión 1.5.3.3pl1 cuenta con 56.164 líneas de código fuente que han sido identificadas con el aplicativo SLOCCount, una cifra que según el modelo COCOMO requeriría un esfuerzo para producir un software de este tamaño de 14 persona-años. El tiempo que necesita una empresa para crear este software es de aproximadamente 18 meses, y la cantidad de personal requerido es de 10 desarrolladores. Una vez que se conoce el tiempo y la cantidad de personal, el coste es el resultado de multiplicar, US$ 56.286/año que es el salario promedio de un programador en los Estados Unidos, por 2,40 (gastos extras). Total coste estimado de desarrollo US$ 1,855,977.
| Página web                                                  | http://atutor.github.io/ |
| Inicio del proyecto                                         | 2001                     |
| Versión actual                                              | 19 de junio de 2018      |
| Líneas de código fuente                                     | 56.164 (V1.5.3.3pl1)     |
| Esfuerzo estimado de desarrollo (persona-año / persona-mes) | 13,74 / 164,87           |
| Estimación de tiempo (años / meses)                         | 1,45 / 17,40             |
| Estimación del n.º de desarrolladores en paralelo           | 9,48                     |
| Estimación de coste                                         | $1'855.977               |

Otro aspecto a mencionar son los dos lenguajes de programación utilizados en el desarrollo del proyecto, según el análisis realizado con SLOCCount, el lenguaje más utilizado es PHP con 55.922 líneas de código y el lenguaje de programación Java, con 242 líneas de código. En la tabla se muestra dicha información junto con las líneas de código y el porcentaje.

## Versiones
Las siguientes versiones corresponden a las que se han emitido de este programa:
| Versión           | Fecha de publicación     |
| ----------------- | ------------------------ |
| ATutor 0.9.6      | 11 de enero de 2002      |
| ATutor 0.9.7      | 30 de julio de 2002      |
| ATutor 1.0        | 7 de julio de 2003       |
| ATutor 1.2        | 25 de julio de 2003      |
| ATutor 1.2.1      | 5 de agosto de 2003      |
| ATutor 1.2.2      | 14 de noviembre de 2003  |
| ATutor 1.3        | 16 de diciembre de 2003  |
| ATutor 1.3.1      | 19 de febrero de 2004    |
| ATutor 1.3.2      | 27 de febrero de 2004    |
| ATutor 1.3.3      | 28 de mayo de 2004       |
| ATutor 1.4        | 8 de julio de 2004       |
| ATutor 1.4.1      | 21 de septiembre de 2004 |
| ATutor 1.4.2      | 4 de febrero de 2005     |
| ATutor 1.4.3      | 12 de julio de 2005      |
| ATutor 1.5        | 16 de agosto de 2005     |
| ATutor 1.5.1      | 15 de septiembre de 2005 |
| ATutor 1.5.1 pl   | 14 de diciembre de 2005  |
| ATutor 1.5.2      | 5 de julio de 2006       |
| ATutor 1.5.3      | 5 de julio de 2006       |
| ATutor 1.5.3.1    | 18 de julio de 2006      |
| ATutor 1.5.3.2    | 1 de agosto de 2006      |
| ATutor 1.5.3.3    | 30 de noviembre de 2006  |
| ATutor 1.5.3.3pl1 | 18 de diciembre de 2006  |
| ATutor 2.0        | 6 de julio de 2010       |
| ATutor 2.0.1      | 20 de octubre de 2010    |
| ATutor 2.0.2      | 21 de diciembre de 2010  |
| ATutor 2.0.3      | 14 de septiembre de 2011 |
| ATutor 2.1        | 5 de octubre de 2012     |
| ATutor 2.1.1      | 5 de octubre de 2013     |
| ATutor 2.2        | 9 de octubre de 2014     |
| ATutor 2.2.1      | 30 de enero de 2016      |
| ATutor 2.2.2      | 30 de junio de 2016      |
| ATutor 2.2.4      | 19 de junio de 2018      |

## Extensiones
ATutor posee un sistema de módulos o extensiones para extender o modificar las funcionalidades de ATutor. Estos módulos permiten a los estudiantes, instructores y administradores escoger aquellos módulos que desean incorporar o usar.
Algunos de los módulos disponibles para la versión 2.2+ (es decir, todas las versiones desde la 2.2 hasta la 2.2.4) son:
- Búsqueda en el repositorio de contenido educativo de Merlot: este módulo proporciona herramientas de búsqueda simples y avanzadas para la base de datos de recursos educativos para el Repositorio de Merlot.[23]
- GameMe: proporciona herramientas para crear elementos de gamificación, agregarlos a los cursos y monitorear el comportamiento de los estudiantes. Se puede usar para motivar a los estudiantes, ya que se acumulan puntos e insignias y avanzan a través de los niveles, con recompensas personalizadas por las acciones tomadas y los logros alcanzados.[23]
- BigBlueButton: es un sistema de videoconferencia de código abierto que se puede usar para agregar reuniones de audio y video en vivo a los cursos de ATutor. Otras características incluyen presentaciones de diapositivas de Microsoft PowerPoint, uso compartido de escritorio y una pizarra.[23]
- Convertidor de PDF: permite convertir el contenido del curso en un documento PDF. Este módulo crea un bloque de menú lateral con un enlace que cuando se hace clic genera la página que se visualiza como un archivo PDF.[23]

## ATutor en español
Se pueden descargar las traducciones de diferentes idiomas entre ellos el español en la página web oficial de ATutor para las versiones publicadas desde la versión 2.2.3. Estas traducciones se pueden importar desde GitHub usando la herramienta de importación en la Administración del lenguaje.

## Fortalezas y debilidades
ATutor es una plataforma que nos proporciona muchos aspectos positivos, pero, también ciertas debilidades.
Centrándonos en los aspectos positivos más importantes,  es necesario destacar que es una herramienta apta para cualquier modelo de educación (tanto en línea como presencial) que utiliza una interfaz de navegador gráfica sencilla, segura y eficiente lo que facilita la colaboración a través de sus herramientas e incluso de la plataforma en sí. Además, gran parte de las áreas de introducción de texto pueden ser editadas usando el editor HTML de forma sencilla cualquier editor de texto de Windows.
Respecto a los puntos débiles se puede destacar dos. Por una parte, la interfaz gráfica es distinta para el alumno y el profesor lo que puede provocar algún error. Por otra parte, se hace una separación entre los foros, las actividades y los recursos e incluso es imposible poner tareas fuera de línea/en línea.